# Loebjanka

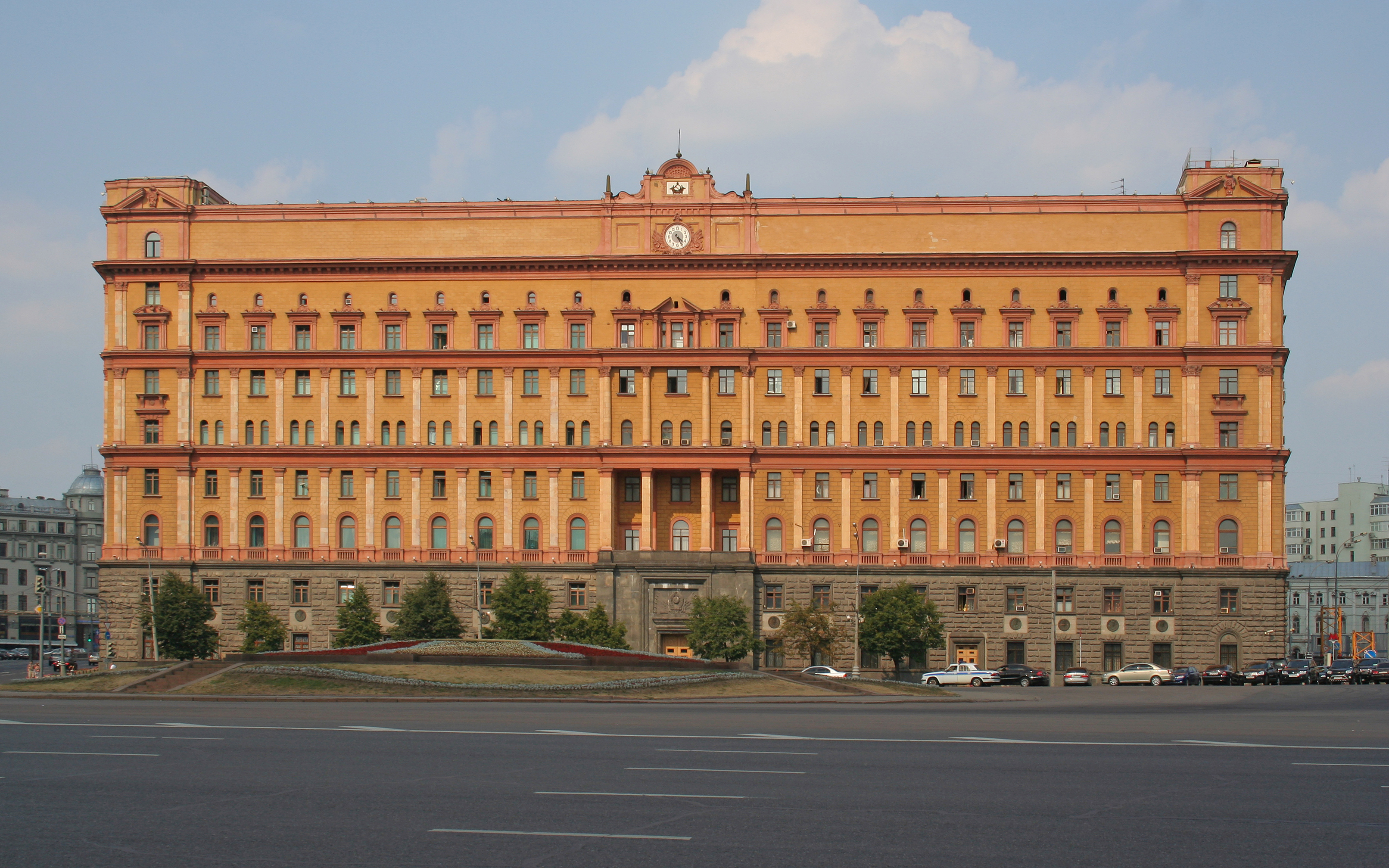
Loebjanka in 2010

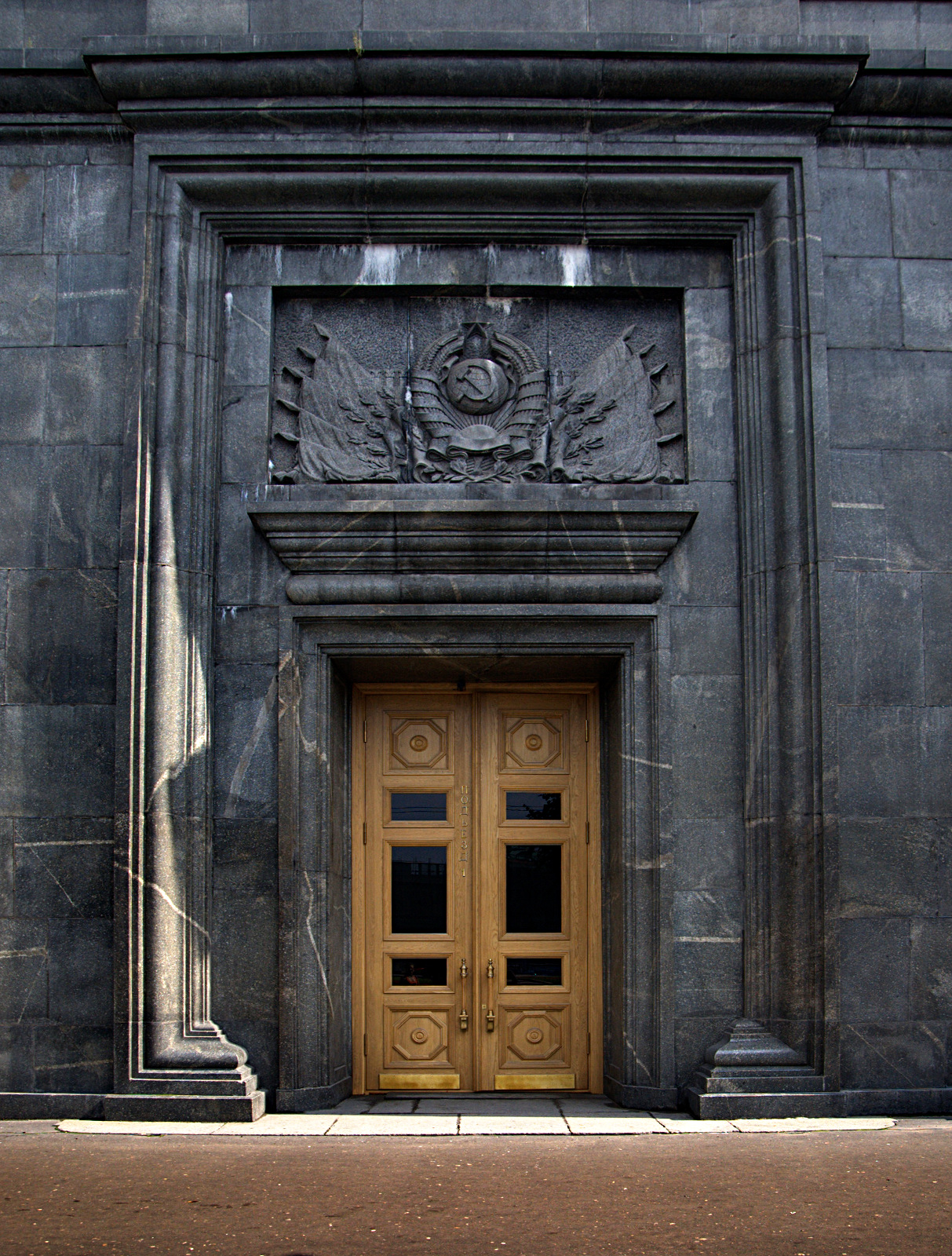
De ingang van Loebjanka

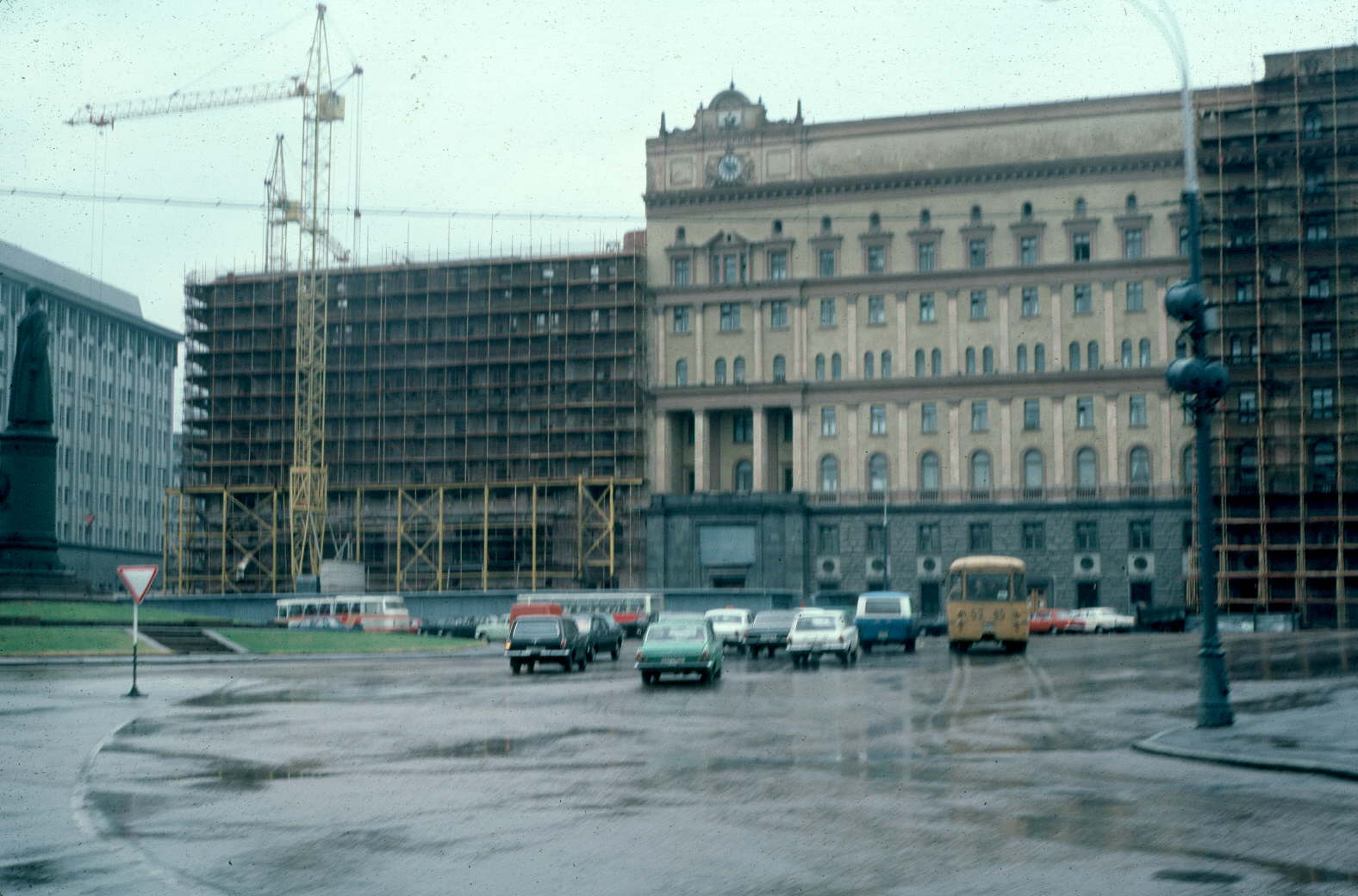
Loebjanka in 1983

De Loebjanka (Russisch: Лубянка) is de voormalige beruchte gevangenis in Moskou van de geheime dienst van de Sovjet-Unie. In 1918 confisqueerde de geheime dienst Tsjeka het gebouw en vormde de kelders om tot een gevangenis waar menig sovjetdissident werd opgesloten en gemarteld. Vele standrechtelijke executies zijn in deze kelders uitgevoerd.

## Geschiedenis
Het Loebjankagebouw is in 1898 gebouwd als hoofdkwartier voor de Nationale Verzekeringsmaatschappij. In 1918, na de Russische Revolutie, werd het geconfisqueerd door de Tsjeka en gebruikt als hoofdkantoor, archief en gevangenis. De Tsjeka en de opvolgers hiervan, de GPOe, de OGPOe, de NKVD en de KGB, zijn verantwoordelijk geweest voor de staatsterreur die miljoenen slachtoffers eiste. Het gebouw huisvest het KGB-museum.
Aan het hoofd van de Tsjeka stond de Pool Feliks Dzerzjinski, ook wel Bloedige Feliks genoemd. Het plein voor het gebouw heeft jarenlang Dzerzjinski's naam gedragen en werd gesierd door diens standbeeld. De opdracht voor het neerzetten van het standbeeld van Dzerzjinski kwam van Nikita Chroesjtsjov, die hiermee de KGB wilde eren. Het standbeeld werd in augustus 1991 door een woedende menigte neergehaald.
Na de Tweede Wereldoorlog bestond de Loebjanka uit twee gedeelten: het oude gedeelte en een nieuwe vleugel van negen verdiepingen die gebouwd werd door politieke gevangenen en Duitse krijgsgevangenen. Hierdoor kreeg het gebouw een symmetrische vorm. In het oude gedeelte werden de kelders omgevormd tot een gevangenis en het gebouw omsloot ook een binnenplaats die als executieplaats werd gebruikt. Ten minste drie hoofden van het staatsveiligheidsapparaat en honderden anderen zijn hier geëxecuteerd.
De Loebjanka staat daarom symbool voor het lijden van vele Russische politieke gevangenen. Vele gevangenen pleegden in de Loebjanka zelfmoord of werden na een proces (zonder verdediging) in de kelders gefusilleerd of opgehangen. Na 1920 werden in de Loebjanka honderdduizenden gevangenen verhoord en gefolterd. Wie het "geluk" had naar een Siberisch werkkamp te worden verbannen, kon de Loebjanka levend verlaten. Daarom bestond in Rusland een macabere grap over de Loebjanka: "Wat is de hoogste plek in Moskou? De kelder van de Loebjanka, want van daaruit kan je Siberië zien liggen."